# Leucodon tibeticus
Leucodon tibeticus är en bladmossart som beskrevs av Zhang Man-xiang 1980. Leucodon tibeticus ingår i släktet Leucodon och familjen Leucodontaceae. Inga underarter finns listade i Catalogue of Life.